# 't Haegsch Hof

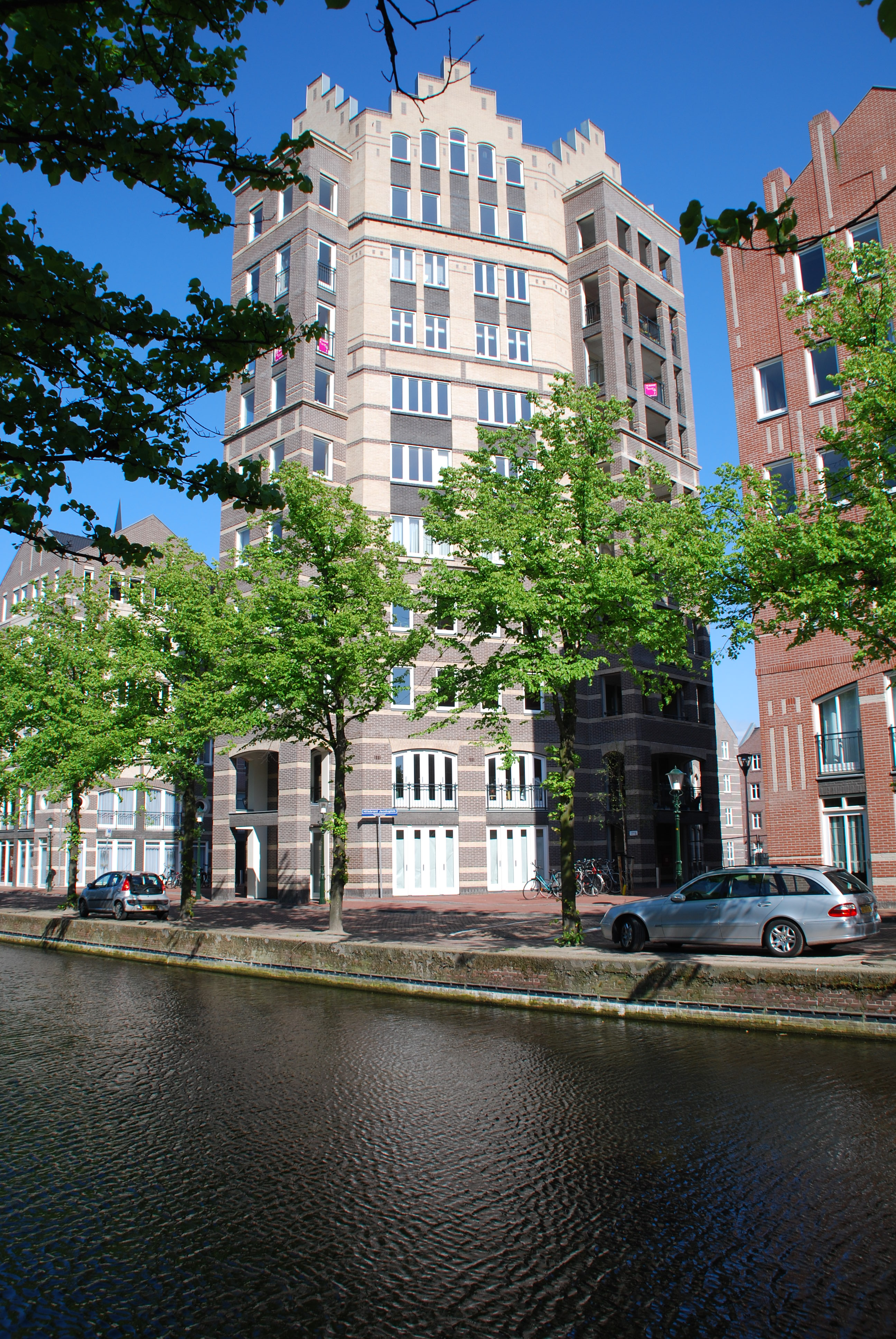
't Haegsch Hof

 't Haegsch Hof is een wooncomplex in de Rivierenbuurt (Den Haag).
Dit complex staat op de plaats waar voorheen het gebouw stond van de Staatsdrukkerij (Sdu) en is gebouwd in de periode 2006-2010. Het ontwerp is van het in Berlijn gevestigde bureau van Rob Krier en Christoph Kohl. 't Haegsch Hof won in 2008 de publieksprijs van de Nieuwe Stad Prijs.